# Ваља Виилор (Сибињ)
Ваља Виилор (рум. Valea Viilor) насеље је у Румунији у округу Сибињ у општини Ваља Виилор. Oпштина се налази на надморској висини од 334 m.

## Историја
Према државном шематизму православног клира Угарске 1846. године у месту "Вурмлох" било је 105 породица, са придодатим филијарним - 35 из Малог Копиша. Православни парох био је тада поп Јован Илиовић.

## Становништво
Према подацима из 2002. године у насељу је живело 2008 становника.

### Попис2002.
| Расподела становништва по националности 2002.‍ | Расподела становништва по националности 2002.‍ | Расподела становништва по националности 2002.‍ | Расподела становништва по националности 2002.‍ | Расподела становништва по националности 2002.‍ |
| --------------------------------------------- | --------------------------------------------- | --------------------------------------------- | --------------------------------------------- | --------------------------------------------- |
|                                               |                                               |                                               |                                               |                                               |
| Румуни                                        | Румуни                                        |                                               | 1.922                                         | 95,8%                                         |
| Мађари                                        | Мађари                                        |                                               | 46                                            | 2,3%                                          |
| Роми                                          | Роми                                          |                                               | 18                                            | 0,9%                                          |
| Немци                                         | Немци                                         |                                               | 21                                            | 1,0%                                          |

### Хронологија
| Година       | 1992 | 1993 | 1994 | 1995 | 1996 | 1997 | 1998 | 1999 | 2000 | 2001 | 2002 | 2003 | 2004 | 2005 | 2006 | 2007 | 2008 | 2009 | 2010 | 2011 | 2012 | 2013 | 2014 | 2015 | 2016 | 2017 |
| ------------ | ---- | ---- | ---- | ---- | ---- | ---- | ---- | ---- | ---- | ---- | ---- | ---- | ---- | ---- | ---- | ---- | ---- | ---- | ---- | ---- | ---- | ---- | ---- | ---- | ---- | ---- |
| Становништво | 1933 | 1935 | 1975 | 1991 | 2001 | 2008 | 2037 | 2082 | 2083 | 2124 | 2100 | 2096 | 2115 | 2142 | 2164 | 2184 | 2210 | 2237 | 2235 | 2259 | 2283 | 2285 | 2280 | 2270 | 2235 | 2224 |